# Emulsionssprengstoffe
Emulsionssprengstoffe sind nach DIN 20163 eine Untergruppe der gewerblichen Sprengstoffe und werden zum Sprengen von Gesteinen in großem Maßstab eingesetzt. Stark flüssige emulgierte Sprengstoffe werden als Sprengschlamm bezeichnet.
| Emulsionssprengstoffe Sprengschlämme | Emulsionssprengstoffe Sprengschlämme                                                                                    |
| Chemische Zusammensetzung            | Chemische Zusammensetzung                                                                                               |
| ------------------------------------ | --- |
| Sprengkräftige Bestandteile          | - Ammoniumnitrat |
| Weitere Bestandteile                 | - Brennstoff: Mineralöl - Zusatzstoff: Aluminiumspäne, Kohlepulver oder Holzmehl - Füllstoff: Mikrohohlkugeln, Gasporen |
| Physikalische Eigenschaften          | |
| Dichte g/cm³                         | ca. 1,2 |
| Sauerstoffbilanz %                   | ca. 0 |
| Explosionswärme kJ / kg              | ca. 3000 |
| Schwadenvolumen l / kg               | ca. 900 |
| Spezifische Energie kJ / kg          | ca. 750 |
| Detonationsgeschwindigkeit m/s       | von 3000 bis 5000 |
| Explosionstemperatur K               | unbekannt |
| Eigenschaftsvergleich                | |
| Brisanz                              | gering |
| Zündempfindlichkeit                  | sehr gering |
| Schwadenvolumen                      | hoch |
| Preis                                | gering |
| Referenzen                           | |

## Zusammensetzung
Emulsionssprengstoffe bestehen aus einer Emulsion von wässriger Ammoniumnitratlösung und Mineralölen (Wasserhaltige Sprengstoffe). Trockene Ammoniumnitratbestandteile und Aluminiumspäne werden teilweise mit eingemischt, um die Leistungsfähigkeit des Sprengstoffs zu erhöhen. Ebenso ist ein geringer Wassergehalt (englisch low water content, LWC) für eine Steigerung der Leistungsfähigkeit förderlich.
Sprengschlämme bestehen ebenso aus emulgierten Mineralölen in wässriger Ammoniumnitratlösung, jedoch ist der Feuchtigkeitsgehalt so hoch, dass sie eher schlammigen Charakter besitzen.
Da die Emulsionssprengstoffe schwerer zündbar sind als die anderen Sprengstoffe, müssen zur Sensibilisierung, also um eine Initiierung mit Sprengzündern zu erleichtern, Mikroglashohlkugeln oder Gasblasen eingesetzt werden. Der Sprengstoff wird, wenn er von fester Konsistenz ist, in Stangen, sogenannten Patronen geliefert, wenn er von breiig-pastöser bzw. schlammiger Konsistenz ist, kann der Sprengstoff gepumpt werden. Dann wird er häufig aus sogenannten Mischladefahrzeugen vor Ort aus den Einzelbestandteilen gemischt und in die Sprenglöcher gepumpt. Die Sensibilisierung der Sprengschlämme erfolgt hierbei durch Einpumpen von Gasblasen.

## Eigenschaften
Emulsionssprengstoffe und Sprengschlämme haben im Mittel die in nebenstehender Tabelle angegebenen Kennwerte.
Emulsionssprengstoffe und Sprengschlämme liegen von der Brisanz unterhalb der brisanteren gelatinösen und militärischen Sprengstoffe, etwa so wie die pulverförmigen Sprengstoffe, und erzeugen hohe Schwadenvolumen, so dass sie sich sehr gut zum Sprengen von Gestein eignen.

## Vorteile
Emulsionssprengstoffe haben gegenüber gelatinösen Sprengstoffen einige Vorteile:
- geringe mechanische und thermische Empfindlichkeit,
- keine giftigen Bestandteile,
- „Reste“, die nicht detoniert sind, können durch unbeabsichtigtes Anbohren oder Anbaggern nicht gezündet werden,
- toxische Bestandteile in den Sprengschwaden sind deutlich geringer,
- Handhabungssicherer, da
  - einfacher Transport, Umgang und Lagerung (solange die Bestandteile nicht gemischt sind, besteht keine Brisanz),
  - durch Entmischung verliert der Emulsionssprengstoff seine Eigenschaft als Sprengstoff,
  - Wasserbeständigkeit,
  - Laderaum wird vollständig ausgefüllt.

## Anwendung
Emulsionssprengstoffe und Sprengschlämme werden für folgende Einsätze verwendet:
- beim Sprengen von Gestein, als Verstärkerladung bei Großbohrlochsprengungen (Tunnelbau)
- zum Knäppersprengen
- Kultursprengen, z. B. von Erde, Gräben etc.
- Schneefeldsprengung

## Handelsnamen
Emulsionssprengstoffe und Sprengschlämme werden unter den folgenden Namen vertrieben:
- Explogel HYDRA 6000 von Hellenic ExplosivesTechnology SA. (Eltek)
- Nobelit, Senatel[4]
- Emulgit von Maxam
- Emullex von Maxam
- Emsit von Maxam
- EMULINIT von Nitroerg
- Stittex
- Emulex und Hydrox von Austin Powder
- Nitram von Nitrochemie
- Blendex von EPC Homburg